# Ribeirão Bonito
Ribeirão Bonito es un municipio brasileño del estado de São Paulo. Se localiza a una latitud 22º04'00" sur y a una longitud 48º10'34" oeste, estando a una altitud de 590 metros. Su población estimada en 2006 era de 11.924 habitantes.

## Geografía
- Posee un área de 471,498 km² y está situada junto a la Sierra de Dourado, cuya altitud es estimada en 1.100m (punto máximo).
- El municipio posee un distrito: Guarapiranga.

### Demografía
Datos del Censo - 2000
Población total: 11.246
- Urbana: 9.959
- Rural: 1.287
- Hombres: 5.692
- Mujeres: 5.554

Densidad demográfica (hab./km²): 23,85
Mortalidad infantil hasta 1 año (por mil): 14,46
Expectativa de vida (años): 71,99
Tasa de fertilidad (hijos por mujer): 2,65
Tasa de alfabetización: 87,67%
Índice de Desarrollo Humano (IDH-M): 0,781
- IDH-M Salario: 0,705
- IDH-M Longevidad: 0,783
- IDH-M Educación: 0,856

(Fuente: IPEAFecha)

### Hidrografía
- Río Jacaré Guaçu
- Río Boa Esperança
- Ribeirão Bonito

### Carreteras
- SP-215 - Carretera Luís Augusto de Oliveira

## Administración
- Prefecto: Paulo Antonio Gobato Veiga (2009/2012)
- Viceprefecto: Antonio Ângelo Fabri
- Presidente de la cámara: Eduardo Doimo(2011–2012)

## Religión
El Cristianismo está presente en la ciudad de la siguiente manera:

### Iglesia Católica
La iglesia católica del municipio forma parte de la Diócesis de São Carlos.

### Iglesia Protestante
En la ciudad están presentes las más diversas creencias evangélicas, principalmente pentecostales, incluidas las Asambleas de Dios de Brasil (la iglesia evangélica más grande del país), Congregación Cristiana, entre otras. Estas denominaciones están creciendo cada vez más en todo Brasil.